# Libytheana
Genre
Libytheana est un genre de lépidoptères de la famille des Nymphalidae et de la sous-famille des Libytheinae.

## Historique
Le genre Libytheana a été décrit par l'entomologiste américain Charles Duncan Michener en 1943.

## Liste des espèces et distribution géographique
Le genre comporte quatre espèces, qui résident toutes en Amérique :
- Libytheana carinenta (Cramer, [1777]) — présente dans le Sud de l'Amérique du Nord et le Nord de l'Amérique du Sud ;
- Libytheana fulvescens (Lathy, 1904) — endémique de Dominique ;
- Libytheana motya (Hübner, [1823]) — présente à Cuba ;
- Libytheana terena (Godart, 1819) — présente à Haïti et en en République dominicaine.